# Federazione Italiana Nuoto
Die Federazione Italiana Nuoto (FIN) (deutsch „Italienischer Schwimmverband“) ist der nationale Verband des Schwimmsports in Italien. Die FIN wurde am 14. August 1899 im norditalienischen Como gegründet und hat heute ihren Sitz in Rom. Sie ist in Regionalkomitees gegliedert, denen über 1200 Vereine angehören. Zu den Aufgaben  der FIN gehören die Ausrichtung von Wettbewerben, die Förderung des Breitensports sowie die Aus- und Fortbildung von Schwimmern und Trainern.
Innerhalb des Nationalen Olympischen Komitees CONI ist die FIN der Fachverband für die olympischen Schwimmsportarten Schwimmen, Wasserspringen, Synchronschwimmen, Wasserball und Freiwasserschwimmen. Von besonderer Bedeutung ist darüber hinaus das Rettungsschwimmen in der sogenannten Rettungssektion (sezione salvamento), die innerhalb der FIN eine gemeinnützige Wasserrettungsorganisation bildet und als solche in den Zivilschutz eingebunden ist.
Die FIN ist Mitglied im europäischen Schwimmverband LEN (Ligue Européenne de Natation) und im Weltschwimmverband FINA (Fédération Internationale de Natation Amateur) sowie im Mittelmeer-Schwimmverband COMEN (Confederation Mediterranéenne de Natation) und im Lateinischen Schwimmverband COLAN (Confederación Latina de Natación). Über die Rettungssektion gehört sie auch der International Life Saving Federation (ILS) und der International Life Saving Federation of Europe (ILS-E) an.
Neben der FIN gibt es in Italien noch die Federazione Italiana Nuoto Paralimpico (FINP), die entsprechende Aufgaben im Behindertensport übernimmt und in den Schwimmsportarten der Fachverband innerhalb des Nationalen Paralympischen Komitees Italiens ist. Hinsichtlich des Rettungsschwimmens bestehen neben der Rettungssektion der FIN als bedeutende nationale Wasserrettungsorganisationen die Società Nazionale di Salvamento (SNS) und die Federazione Italiana Salvamento Acquatico (SIS/FISA).